# Konstantin Stoitzner

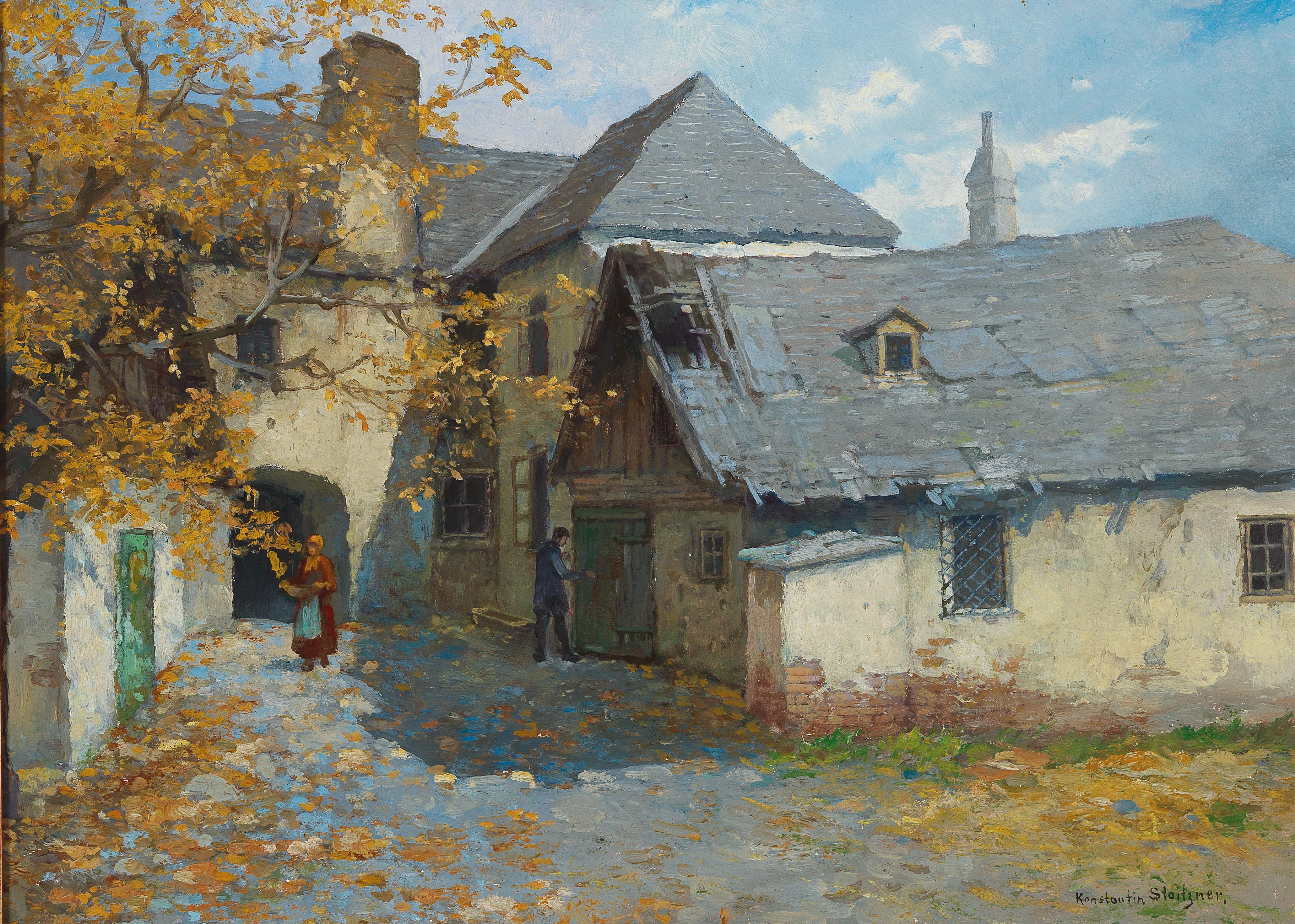
Alter Hof in Sievering

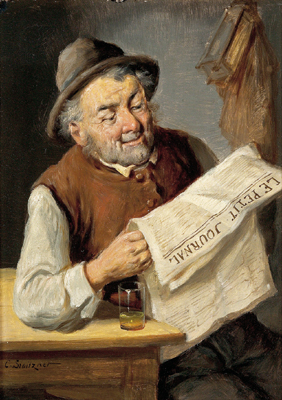
Le Petit Journal

Konstantin Stoitzner (* 20. Juli 1863 in Mährisch Chrostau; † 6. Jänner 1933 in Wien) war ein österreichischer Maler.

## Leben und Wirken
Konstantin Stoitzner, ein Sohn des Botanikers und Lehrers Karl Stoitzner, studierte ab 1883 an der Wiener Akademie der bildenden Künste bei August Eisenmenger und Christian Griepenkerl. Er schuf Ölgemälde mit Genreszenen, Porträts und Blumenstillleben, ab 1900 widmete er sich hauptsächlich der Landschafts- und Vedutenmalerei mit Motiven aus den Alpen, dem Burgenland, aus Mähren, Ostfriesland und der Lüneburger Heide. Von 1914 bis 1923 leitete er den Österreichischen Künstlerbund. Er wurde am Wiener Zentralfriedhof bestattet. Das Grab ist bereits aufgelassen.
Seine Brüder Rudolf Stoitzner (1873–1933) und Karl Siegfried Stoitzner (1866–1943) waren Maler. Seine Söhne Josef Stoitzner (1884–1951) und Walter Gottfried Stoitzner (1890–1921) wurden ebenfalls Maler. Der Maler Otto Stoitzner (1889–1963) war ein Sohn von Karl Siegfried Stoitzner und ein Bruder des Malers Siegfried Stoitzner, Gatte der Malerin Clara Stoitzner.

## Auszeichnungen
- Österreichischer Staatspreis, 1909
- Ehrenpreis der Stadt Wien, 1915, anlässlich der 10. Jahresausstellung des Österreichischen Künstlerbundes
- Ehrenpreis des niederösterreichischen Landesausschusses, 1917